# Cesare Bonelli
Cesare Amedeo Augusto Bonelli (Torino, 3 gennaio 1821 – Orvieto, 1º ottobre 1904) è stato un politico e generale italiano, veterano delle guerre d'Indipendenza italiane.  Fu Senatore del Regno d'Italia nella XIII legislatura, e ricoprì l'incarico di Ministro della guerra nei governi Cairoli I, II e III. Durante il secondo governo Cairoli ricoprì l'incarico ad "interim" di Ministro della Marina, e fu anche membro del Consiglio e Presidente dell'Ordine militare di Savoia.

## Biografia
Nacque a Torino il 3 gennaio 1821, figlio di Franco Andrea e Fernanda d'Ancona. Tra il 1830 e il 1841 frequentò l'Accademia militare di Torino, perfezionandosi poi alla Scuola d'applicazione d'artiglieria e genio di Torino (1843-1845).
Sottotenente allo scoppio della prima guerra d'indipendenza, ottenne una Medaglia d'argento al valor militare per il coraggio dimostrato durante la battaglia di Goito (30 maggio 1848). Promosso tenente fu assegnato al servizio presso il Governo provvisorio di Milano, partecipando successivamente alla breve campagna del 1849 che culminò nella battaglia di Novara.
Maggiore alla scoppio della seconda guerra d'indipendenza fu assegnato al Reggimento artiglieria da piazza, assumendo a partire dal 31 gennaio 1860, il comando dell'artiglieria presente nelle province emiliane. Il 7 novembre successivo fu promosso tenente colonnello, partecipando alla campagna nell'Italia del sud dove si distinse durante gli assedi delle piazzaforti di Gaeta e Messina. Durante l'assedio di Gaeta rimase seriamente ferito e fu decorato con una seconda Medaglia d'argento al valor militare, mentre per la sua opera durante quello di Messina ottenne la Croce di Cavaliere dell'Ordine militare di Savoia.
Nel 1862 fu promosso colonnello assumendo il comando del 1º Reggimento d'artiglieria, passando l'anno successivo al comando del 6°. Nel 1866, allo scoppio della terza guerra d'indipendenza, assunse il comando dell'artiglieria del I Corpo d'armata del generale Giacomo Durando. Nel corso della battaglia di Custoza del 24 giugno coprì con i suoi pezzi d'artiglieria la ritirata delle truppe su Valeggio ritardando l'avanzata del nemico fino a quando un ordine perentorio del generale Giuseppe Sirtori gli impose di ritirarsi sulla riva destra del fiume Mincio. Nominato Ufficiale dell'Ordine militare di Savoia il 6 dicembre 1866, nel 1868 fu nominato maggiore generale assumendo il comando dell'artiglieria di Milano, passando poi a quella di Napoli e infine di Torino. Tenente generale nel 1877 assunse il comando della Divisione territoriale di Verona.
Con la crisi ministeriale conseguente al Congresso di Berlino il Presidente del Consiglio dei Ministri Benedetto Cairoli lo chiamò a sostituire il generale Giovanni Bruzzo nella carica di Ministro della guerra nel suo primo governo. Mantenne tale incarico anche nei successivi governi Cairoli II e Cairoli III, ricoprendo ad interim anche quello di Ministro della Marina nel Cairoli II.
Nominato Senatore del Regno d'Italia il 20 novembre 1879, lasciò il dicastero della guerra il 13 luglio 1880, quando ritornò a ricoprire l'incarico di comandante della divisione territoriale di Verona. Tra il 1885 e il 1889 ricoprì l'incarico di comandante dell'XI Corpo d'armata di Bari, venendo posto in posizione ausiliaria nel novembre 1889.
Divenuto membro supplente del Consiglio (19 marzo 1874-11 luglio 1877) e poi Presidente dell'Ordine militare di Savoia, si spense ad Orvieto il 1º ottobre 1904, venendo in seguito seppellito nell'area monumentale del cimitero di Anagni, città d'origine del genero, tenente colonnello Enrico Sibilia.